# Sh2-17
Sh2-17 (nota anche come RCW 138) è una nebulosa a emissione visibile nella costellazione del Sagittario.
Si individua sul bordo occidentale della costellazione, a brevissima distanza dal centro galattico; si estende per circa mezzo grado in una regione oscurata da polveri interstellari, sul bordo di un ricco campo stellare. Il periodo più indicato per la sua osservazione nel cielo serale ricade fra giugno e novembre; trovandosi a declinazioni moderatamente australi, la sua osservazione è facilitata dall'emisfero australe.
Sh2-17 è una regione H II situata sul bordo esterno del Braccio del Sagittario a una distanza di 1500 parsec (4890 anni luce) dal Sole; a differenza delle nebulose circostanti, non sono note stelle responsabili della sua ionizzazione, né sono presenti negli immediati paraggi stelle di classe spettrale O e B. La formazione stellare all'interno della regione è comunque attiva, come testimonia la presenza di una sorgente di raggi X e alcune sorgenti di radiazione infrarossa, una delle quali individuata dall'IRAS e catalogata come IRAS 17417-2851; la nube ospita anche un piccolo e giovane ammasso infrarosso catalogato come [DB2000] 58, formato da una dozzina di componenti. Ulteriori indizi dell'attività di formazione stellare sono dati dall'oggetto stellare giovane MGM 1 e dal maser H2O 359.977+00.168.
Sh2-17 appare in relazione con altre regioni H II situate nelle vicinanze, come Sh2-15, Sh2-16, Sh2-18, Sh2-19 e Sh2-20, tutte situate a 1500 parsec di distanza assieme all'ammasso aperto Cr 347; queste nebulose costituirebbero pertanto un'unica estesa regione di formazione stellare situata sul margine esterno del Braccio del Sagittario. Per un effetto di prospettiva, dalla Terra questa regione appare esattamente sovrapposta alla direzione del centro galattico.